# (1423) Jose
(1423) Jose es un asteroide perteneciente al cinturón de asteroides descubierto por Joseph J. Hunaerts el 28 de agosto de 1936 desde el Real Observatorio de Bélgica, Uccle.

## Designación y nombre
Jose se designó inicialmente como 1936 QM.
Posteriormente, fue nombrado en honor de Giuseppina Bianchi, hija del astrónomo italiano E. Bianchi.

## Características orbitales
Jose orbita a una distancia media de 2,86 ua del Sol, pudiendo acercarse hasta 2,637 ua. Su excentricidad es 0,07789 y la inclinación orbital 2,906°. Emplea 1767 días en completar una órbita alrededor del Sol.